# Astyanax turmalinensis
Astyanax turmalinensis är en fiskart som beskrevs av Triques, Vono och Caiafa 2003. Astyanax turmalinensis ingår i släktet Astyanax och familjen Characidae. Inga underarter finns listade.